# Club Deportivo Arenteiro
Il Club Deportivo Arenteiro è una società calcistica con sede a O Carballiño, in Galizia, Spagna. 
Gioca nella Primera Federación, la terza categoria del campionato spagnolo di calcio. Fondato nel 1958, gioca le partite interne nello stadio Espiñedo, che può contenere fino a 4 500 spettatori. Deve il proprio nome al fiume Arenteiro, mentre dal 1990 al 2005 assunse la denominazione di Club Deportivo O Carballiño. Il massimo livello raggiunto è stata la Segunda División B tra il 1987 e il 1989.

## Palmarès

### Competizioni nazionali
- Tercera División (Spagna): 1

2020-2021
- Copa Federación de España: 1

2022-2023
- Segunda Federación: 1

2022-2023 (gruppo 1)

## Organico

### Rosa 2023-2024
Aggiornata al 26 aprile 2024.
| N. |                      | Ruolo | Calciatore                |
| -- | -------------------- | ----- | ------------------------- |
| 1  | Spagna (bandiera)    | P     | Pablo Brea                |
| 2  | Brasile (bandiera)   | D     | Lucas Sena                |
| 3  | Spagna (bandiera)    | D     | Germán Novoa              |
| 4  | Spagna (bandiera)    | D     | Vitra                     |
| 5  | Spagna (bandiera)    | D     | Pol Bueso                 |
| 6  | Spagna (bandiera)    | C     | Tiago Rodríguez           |
| 7  | Venezuela (bandiera) | A     | Christian Santos          |
| 8  | Spagna (bandiera)    | C     | Álex Fernández (capitano) |
| 9  | Spagna (bandiera)    | A     | Manin Gonzaga             |
| 10 | Spagna (bandiera)    | C     | Marquitos                 |
| 11 | Argentina (bandiera) | C     | Pibe                      |
| 12 | Spagna (bandiera)    | A     | Carlos González           |
| 13 | Spagna (bandiera)    | P     | Diego García              |

| N. |                      | Ruolo | Calciatore       |
| -- | -------------------- | ----- | ---------------- |
| 14 | Spagna (bandiera)    | C     | Adrián Cruz      |
| 15 | Spagna (bandiera)    | D     | Javi Moreno      |
| 16 | Spagna (bandiera)    | C     | Vicente Esquerdo |
| 17 | Spagna (bandiera)    | A     | Juan Delgado     |
| 18 | Spagna (bandiera)    | D     | Álvaro Ramón     |
| 19 | Spagna (bandiera)    | A     | Iván Ramos       |
| 20 | Argentina (bandiera) | D     | Tomás Berardozzi |
| 21 | Spagna (bandiera)    | C     | Manuel Romay     |
| 22 | Spagna (bandiera)    | D     | Jordan Sánchez   |
| 23 | Spagna (bandiera)    | C     | Luis Chacón      |
| 24 | Spagna (bandiera)    | P     | Manu Figueroa    |
|    | Spagna (bandiera)    | A     | Curro Rivelott   |